# Давле
Давле (чеш. Davle) је насељено мјесто са административним статусом варошице (чеш. městys) у округу Праг-запад, у Средњочешком крају, Чешка Република.

## Становништво
Према подацима о броју становника из 2014. године насеље је имало 1.504 становника.